# Waldo de los Ríos
Osvaldo Nicolás Ferraro, más conocido por su nombre artístico Waldo de los Ríos (Buenos Aires, 7 de septiembre de 1934 - Madrid, 28 de marzo de 1977) fue un pianista, compositor, arreglista y director de orquesta argentino, asentado en España los últimos quince años de su vida.

## Biografía
Ferraro nació en el seno de una familia musical: su padre Nicolás Ferraro era músico, y su madre, Martha de los Ríos, era cantante folclórica. Estudió composición y arreglos en el Conservatorio Nacional de la Música con Alberto Ginastera y Teodoro Fuchs. Trabajó con una gama ecléctica y formó un grupo musical llamado Los Waldos (formado por de los Ríos, César Gentili, Alberto Carbia, Willy Rubio y Roberto Stella) que unió la música folclórica con sonidos electrónicos. En 1958 (a los 23 años) se trasladó a Estados Unidos y en 1962 a España.

### Grupo Los Waldos
En 1964, creó el grupo musical Los Waldos con el que quería desarrollar un estilo musical propio, con orquestaciones de solo cinco instrumentos (piano, teclado Electone, vibráfono, batería y contrabajo, a los que se añadió efectos de cintas electromagnéticas), tocados por sus músicos de confianza, que eran grandes solistas. Con ellos, De los Ríos desarrolló su estética, que consistía en una nueva síntesis para el folclore argentino, experimentando nuevas fórmulas en Waldo de los Ríos en Europa (1967), que pudo grabarse porque el director artístico de Hispavox, Rafael Trabuchelli, puso a su servicio los estudios de la calle Torrelaguna, 102, en Madrid. Fue en esta ciudad donde se grabaron varios discos en los que De los Ríos desarrolló su estética y en los que experimentó nuevas fórmulas: en Waldo de los Ríos en Europa (1965) el Electone evoca el canto del tero tero y se incorporan sonidos pregrabados de la naturaleza.

### Primeras obras
De los Ríos realizó una banda sonora para la película Pampa salvaje (1966), por la que recibió un premio de la Asociación de Cronistas Cinematográficos de la Argentina.
Además de esta obra, grabada por 230 músicos en vivo, Waldo de los Ríos editó numerosos discos de música folclórica argentina como Waldo en Hi-fi, Concierto de las 14 provincias, Suite sudamericana. 
Compuso la sintonía de la serie de televisión Curro Jiménez en 1976 y participó (junto a Antón García Abril y al también argentino nacionalizado español Juan José García Caffi) en la música de los distintos episodios de la serie.
Arregló obras muy conocidas de música clásica y las transformó en música pop. En 1970 De los Ríos triunfó en Europa y América con el «Himno a la Alegría» de la Novena Sinfonía de Ludwig van Beethoven, que él arregló y dirigió para el cantante Miguel Ríos.
En 1971 realizó el arreglo de la Sinfonía n.º 40 de Mozart, grabado con la Orquesta Manuel de Falla. Alcanzó el número 1 en la lista de éxitos de los Países Bajos y entró entre los 10 primeros en otros países europeos.
Su disco Mozart en los años setenta recompuso varias piezas famosas de Mozart a un estilo contemporáneo, con un gran peso de la batería. Varias de estas piezas fueron usadas como melodías de los programas de la BBC de aquella época, incluyendo el tema del espectáculo Horse of the Year.
También publicó el álbum Sinfonías para los años setenta que incluyó la Sinfonía n.º 40 de Mozart y otros compositores principales incluyendo la Sinfonía del Nuevo Mundo, de Dvořák. En 1971, realizó los arreglos y dirigió la orquesta en la canción española para el Festival de la Canción de Eurovisión, En un mundo nuevo cantada por Karina. La canción consiguió una segunda respetable posición y entró en las listas de éxitos en varios países europeos. En 1974 su grabación de Nabucco llegó a ser número 1 en las listas francesas y alcanzó a entrar en varias listas de Europa.

### Folclore argentino
A pesar de los encargos comerciales, como los antes citados, Waldo de los Ríos nunca abandonó el folclore argentino. En los 70 retomó sus presentaciones en su país, interpretando sus nuevas y viejas composiciones, con gran repercusión de público en televisión y conciertos. En 1974 compuso la banda sonora de la película  Boquitas pintadas de Torre Nilsson, inspirándose en la música del tango.

### Matrimonio
Estuvo casado con la actriz y más tarde periodista uruguaya Isabel Pisano. Pisano documentó más tarde la parte de su vida en su autobiografía El amado fantasma (Plaza y Janés, 2002). Sin embargo, según Charlie Arnáiz y Alberto Ortega, directores del documental Waldo, era homosexual, aunque nunca se atrevió a revelar tal condición. Tuvo múltiples relaciones esporádicas y un profundo enamoramiento de un hombre mucho más joven que él, llamado Juan.
Otros testimonios definen a De los Ríos como bisexual.

### Enfermedad y muerte
Cuando se encontraba en la cúspide de la fama, fue víctima de una depresión aguda. En aquellos momentos estaba trabajando en una obra sobre Don Juan Tenorio. Se suicidó en Madrid el 28 de marzo de 1977 de un tiro en la cabeza.
Sus restos descansan en el Cementerio de la Chacarita.

### Película documental
En 2024 se estrenó la película documental Waldo, de Charlie Arnáiz y Alberto Ortega, y basada en la biografía que de él hizo Miguel Fernández (narrador del filme).

## Discografía
Antes de llegar a España, había hecho numerosas grabaciones de folclore en Argentina, muchas de éstas con su madre Martha de los Ríos, los cuales fueron editadas por la discográfica Columbia en México y en Estados Unidos. En Argentina, en 1957 bajo el seudónimo de Frank Ferrar o "Frankie y su conjunto" debutando esta formación acompañando varios artistas de la época como Los 5 latinos, Los Santos, al cantante Tony Vilar, Ricardo Yarke entre otros. Luego de llegar a España sus discos fueron registrados bajo la etiqueta de Hispavox. Sus primeras grabaciones fueron hechas con su grupo Los Waldos.
Durante finales de los años 60 y mediados de los años 70 hizo varios arreglos para artistas famosos como Raphael, de lejos entonces el más estelar del catálogo Hispavox, del que Waldo era Director Artístico, y para quien realizara numerosas orquestaciones, las primeras de ellas bajo el seudónimo Frank Ferrar; para Jeanette (ya escindida de su grupo original Pic-Nic), Karina, Tony Landa, María Ostiz, Los Ángeles, Los Payos, Los Pekenikes,  Paloma San Basilio, Mari Trini, Miguel Ríos (quien alcanzó fama mundial con su versión del «Himno a la alegría» de Beethoven). Para Jaime Morey, en 1972, compuso la canción «La dama de las camelias», inspirada en el aria «Adiós al pasado» de La traviata. Compone también para sus compatriotas argentinos Tony Vilar, Facundo Cabral, Alberto Cortez y Atahualpa Yupanqui. Además Waldo de los Ríos compuso para Bebu Silvetti «El tiempo pasa», que fue usado en su LP Lluvia de primavera de 1977.

### En Argentina
- ¿Bailamos folklore?
- ¿Seguimos bailando Folklore?
- Waldo de los Ríos en Al-Fi
- Suite sudamericana
- Kiss of Fire
- Martha y Waldo de los Ríos: La última palabra
- Concierto de las Catorce Provincias
- Grandes éxitos
- Solo piano

### En España
- Los Waldos, 1965 (con Los Waldos)
- Waldo de los Ríos en Europa, 1965 (con Los Waldos)
- España electrodinámica vol. 1, 1966
- Folklore dinámico, 1966 (con Los Waldos)
- España en tercera dimensión, 1967
- Waldo en la TVE, 1968
- El sonido mágico vol. 1, 1969
- El sonido mágico vol. 2, 1970
- Sinfonías, 1970
- Mozartmanía, 1971
- Óperas, 1973
- Navidad con Waldo de los Ríos, 1973
- Sinfonías 2, 1974
- Oberturas, 1975
- Concierto para la guitarra criolla, 1974
- Conciertos, 1976
- Curro Jiménez Serie TVE, 1976
- Corales, 1977 (obra póstuma)

## Trabajos para el cine
Música
- Los dioses ajenos (1958) dirigida por Román Viñoly Barreto.
- El negoción (1959) dirigida por Simón Feldman.
- Shunko (1960) dirigida por Lautaro Murúa.
- Alias Gardelito (1961) dirigida por Lautaro Murúa.
- Una americana en Buenos Aires (1961) dirigida por George Cahan
- Argentina tierra pródiga (1963) dirigida por Edgardo Togni. Filme documental.
- Dos chicas locas, 1966, dirigida por Pedro Lazaga y protagonizada por Pilar y Emilia Bayona. La partitura con los temas Miedo y Los Años 20 está editada en: Madrid, Ediciones Musicales RCA, 1965.
- Pampa salvaje (Savage Pampas, en inglés), 1966, dirigida por Hugo Fregonese.
- La residencia (The Boarding School), 1969, dirigida por Narciso Ibáñez Serrador y protagonizada por Lilli Palmer.
- Murders in the Rue Morgue, 1971, con Christine Kaufmann y Lilli Palmer.
- A Town Called Hell, 1971, con Telly Savalas.
- El hombre de Río Malo, 1972, con James Mason y Gina Lollobrigida.
- Boquitas pintadas, 1974, dirigida por Leopoldo Torre Nilsson.
- ¿Quien puede matar a un niño?, 1976, dirigida por Narciso Ibáñez Serrador. Banda sonora editada en el sello Subterfuge Records en 2002.

Intérprete
- El canto cuenta su historia (1976)

Dirección musical
- Argentina tierra pródiga (1963)